# Élections générales sud-irlandaises de 1921
L’élection générale sud-irlandaise de 1921 s'est tenue le 24 mai 1921. 128 députés sont élus et siègent à la Chambre des communes d'Irlande du Sud.

## Mode de scrutin
Les élections générales irlandaises se tiennent suivant un scrutin proportionnel plurinominal avec scrutin à vote unique transférable. En effet, le Ceann Comhairle, qui préside le Dáil Éireann, est automatiquement réélu, conformément à l'article 16, alinéa 6, de la Constitution.

## Résultats

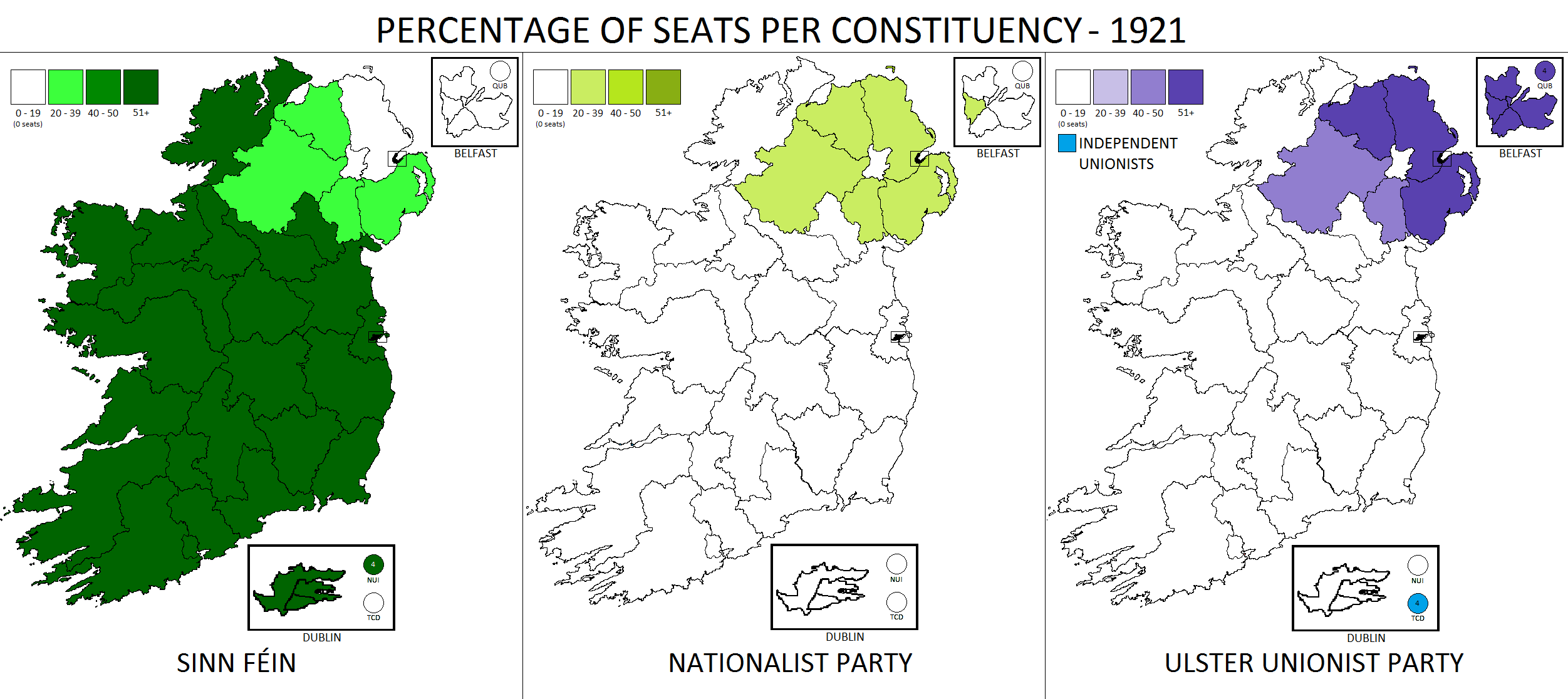
Résultats par circonscription

| Parti | Parti                 | Leader                | Sièges | % du Dáil |
| ----- | --------------------- | --------------------- | ------ | --------- |
|       | Sinn Féin             | Éamon de Valera       | 124    | 96,9      |
|       | Unioniste indépendant | Unioniste indépendant | 4      | 3,1       |
| Total | Total                 | Total                 | 128    | 100       |